# Jewgienij Jacenko
Jewgienij Jacenko (ukr. Євген Яценко; ur. 9 sierpnia 1985 w Sumach, zm. 26 maja 2005 w Krakowie) – ukraiński śpiewak pochodzenia polskiego (sopran).
Laureat międzynarodowych konkursów i festiwali. Śpiewał od 10 roku życia, ukończył szkołę muzyczną w klasie akordeonu. Student trzeciego roku Akademii Muzycznej w Krakowie w klasie prof. Wojciecha Jana Śmietany, według którego Jewgienij zmierzał po największe laury na scenach operowych.
Zginął na terenie Skałek Twardowskiego w Krakowie, pochowany na Cmentarzu Salwatorskim. W 2006 roku pośmiertnie wydano dwupłytowy album Jewgienija, zatytułowany Feniks (ros. Феникс), na którym oprócz utworów znalazły się fragmenty wywiadu.
Jewgienij posiadał polskie korzenie, zaś jego dziadek był Polakiem zesłanym na Sybir w latach 30. XX wieku.